# 威克利夫 (印地安納州)
威克利夫（英語：Wickliffe）是位於美國印地安納州克勞福德縣的一個非建制地區。該地的面積和人口皆未知。

## 地理
威克利夫的座標為38°22′06″N 86°38′28″W / 38.36833°N 86.64111°W，而該地的平均海拔高度為221米（即725英尺）。